# Stortjärnen (Älvsby socken, Norrbotten, 730156-172245)
Stortjärnen är en sjö i Älvsbyns kommun i Norrbotten och ingår i Piteälvens huvudavrinningsområde.